# Hipertricosis
La hipertricosis o síndrome del hombre lobo es una enfermedad muy poco frecuente, que es destacada por la existencia de un exceso de vello. Las personas que la padecen están cubiertas completamente, incluso en las palmas de las manos y de los pies, por un vello lanugo largo, que puede llegar hasta los 25 centímetros.[cita requerida]

## El pelo
El lanugo es el pelo blanquecino y fino, parecido a la pelusa, que aparece en los recién nacidos, y que desaparece en los primeros meses del nacimiento. Pero en los que padecen esta enfermedad, el lanugo continúa, y crece durante toda su vida.
Se sabe que esta enfermedad se debe a una mutación genética, y la mayoría de las veces se adquiere por herencia familiar, por lo que muchos miembros de una familia pueden tener este síndrome.
La causa genética de la hipertricosis varía según su tipo: Si es hipertricosis universal congénita, es autosómico dominante, pero cuando es hipertricosis generalizada congénita es autosómico dominante o recesivo y ligado al cromosoma X.[cita requerida]

## Influencia en la sociedad
La esperanza de vida de estas personas es la misma que la de una persona normal, la única diferencia que tienen es el pelo. La sociedad hace que la persona que tiene esta enfermedad se vea aislada, sea discriminada y en ocasiones, maltratada física y psicológicamente.

## Asociación con elhombre lobo

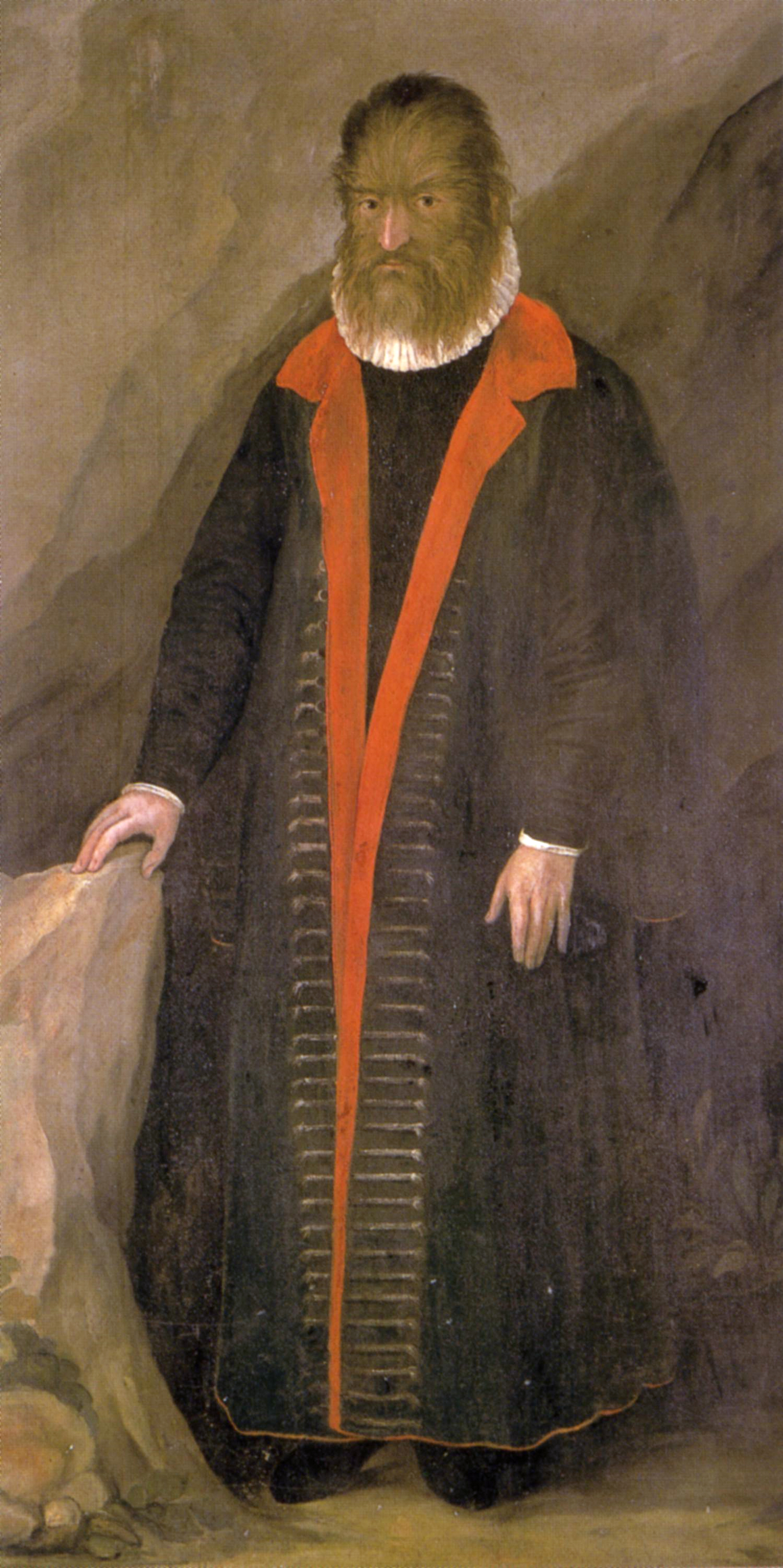
El de Petrus Gonsalvus fue el caso de Hipertricosis más antiguo de los que se han descrito en Europa.

Se puede decir que una de las razones por las que se ha fantaseado con el hombre lobo, se debe a que ha sido asociado a este síndrome.
Otra explicación para el hombre lobo es la Porfiria Cutánea Tarda, enfermedad donde se acumulan Porfirinas (intermediario en la síntesis del Hemo, dado que faltan enzimas para completar su síntesis) en la piel, las cuales en contacto con rayos UV del sol generan excitación en las moléculas, liberando radicales libres (dañinos para los tejidos) y estos generan daño en la piel.
Un mecanismo de defensa del cuerpo es aumentar la cantidad de pelo en las zonas en contacto con este tipo de radiación para así evitar el daño.
Personas con esta enfermedad (no diagnosticada ni conocida) salían por la noche para evitar el sol, con mayor pelo que el habitual y en noches de luna llena para poder ver bajo su luz (no había energía eléctrica o linternas). De esta manera, muchos mitos respecto al hombre lobo encontrarían una explicación posible. [cita requerida]

## Documentaciones del síndrome
Debido a su rareza (de la hipertricosis congénita lanuginosa, la variante más rara de este síndrome, sólo se han constatado unos 50 afectados desde la Edad Media), la documentación de casos por el mundo ha sido muy escasa y aislada. El primero de ellos fue Petrus Gonsalvus, de quien heredó el síndrome su hija Antonietta Gonsalvus. Otro caso popular es el de Julia Pastrana.